# 安托萬·博舍龍·德·布瓦蘇迪
安托萬·博舍龍·德·布瓦蘇迪（法語：Antoine Baucheron de Boissoudy；1864年10月12日—1926年3月17日），是一位法國陸軍將領，在第一次世界大戰後期西線戰場擔任要職，負責指揮第七軍團及第六軍團。